# Carios marmosae
Carios marmosae är en fästingart som beskrevs av Jones och Clifford 1972. Carios marmosae ingår i släktet Carios och familjen mjuka fästingar. Inga underarter finns listade.